# Fossoy
Fossoy es una comuna francesa situada en el departamento de Aisne, de la región de Alta Francia.

## Geografía
Fontenoy está ubicada a orillas del río Marne, a 6 km al este de Château-Thierry.

## Demografía
| 293 | 370 | 463 | 517 | 621 | 620 | 588 | 548 |
| Para los censos de 1962 a 1999 la población legal corresponde a la población sin duplicidades (Fuente: INSEE [Consultar]) |     |     |     |     |     |     |     |